# Cycnidolon pumillum
Cycnidolon pumillum là một loài bọ cánh cứng trong họ Cerambycidae.